# Kristijan Naumovski
Kristijan Naumovski (n. 17 septembrie 1988, Skopje, Iugoslavia) este un fotbalist macedonean care evoluează la clubul Hong Kong Pegasus FC pe postul de portar.
A debutat în poarta câinilor pe 8 august 2010, într-o remiză 2-2,cu Pandurii Târgu Jiu.
Pe 23 mai 2012, a apărat poarta celor de la Dinamo, în victoria din finala Cupei României, contra Rapidului. Astfel, câștigă o Cupă în tricoul clubului din București și o Supercupă, pe 14 iulie 2012, împotriva campioanei, CFR Cluj.
Ultimul meci pe care l-a avut pentru Dinamo,s-a disputat pe 16 mai 2014,contra Săgeții Năvodari,luându-și la revedere de la fanii Câinilor.La finalul lunii mai 2014 și-a reziliat contractul cu Dinamo București, declarând iubire și devotament pentru clubul din Ștefan cel Mare : "Sunt Câine Până la Moarte". Pe 14 iulie 2014 a semnat cu Levski Sofia. A debutat în Bulgaria pe 27 iulie 2014, contra celor de la ȚSKA Sofia.

## Palmares
- Dinamo București
  - Cupa României: 2011-12
  - Supercupa României: 2012